# سباستین سیبوآ
سباستین سیبوآ (انگلیسی: Sébastien Cibois؛ زادهٔ ۲ مارس ۱۹۹۸) بازیکن فوتبال اهل فرانسه است.